# Perdita macswaini
Perdita macswaini är en biart som beskrevs av Timberlake 1964. Perdita macswaini ingår i släktet Perdita och familjen grävbin. Inga underarter finns listade i Catalogue of Life.